# Patrick Ramaël
 (mai 2025).
La mise en forme du texte ne suit pas les recommandations de Wikipédia : il faut le « wikifier ».
Les points d'amélioration suivants sont les cas les plus fréquents. Le détail des points à revoir est peut-être précisé sur la page de discussion.
- Les titres sont pré-formatés par le logiciel. Ils ne sont ni en capitales, ni en gras.
- Le texte ne doit pas être écrit en capitales (les noms de famille non plus), ni en gras, ni en italique, ni en « petit »…
- Le gras n'est utilisé que pour surligner le titre de l'article dans l'introduction, une seule fois.
- L'italique est rarement utilisé : mots en langue étrangère, titres d'œuvres, noms de bateaux, etc.
- Les citations ne sont pas en italique mais en corps de texte normal. Elles sont entourées par des guillemets français : « et ».
- Les listes à puces sont à éviter, des paragraphes rédigés étant largement préférés. Les tableaux sont à réserver à la présentation de données structurées (résultats, etc.).
- Les appels de note de bas de page (petits chiffres en exposant, introduits par l'outil «  Source ») sont à placer entre la fin de phrase et le point final[comme ça].
- Les liens internes (vers d'autres articles de Wikipédia) sont à choisir avec parcimonie. Créez des liens vers des articles approfondissant le sujet. Les termes génériques sans rapport avec le sujet sont à éviter, ainsi que les répétitions de liens vers un même terme.
- Les liens externes sont à placer uniquement dans une section « Liens externes », à la fin de l'article. Ces liens sont à choisir avec parcimonie suivant les règles définies. Si un lien sert de source à l'article, son insertion dans le texte est à faire par les notes de bas de page.
- La présentation des références doit suivre les conventions bibliographiques. Il est recommandé d'utiliser les modèles {{Ouvrage}}, {{Chapitre}}, {{Article}}, {{Lien web}} et/ou {{Bibliographie}}. Le mode d'édition visuel peut mettre en forme automatiquement les références.
- Insérer une infobox (cadre d'informations à droite) n'est pas obligatoire pour parachever la mise en page.

Pour une aide détaillée, merci de consulter Aide:Wikification.
Si vous pensez que ces points ont été résolus, vous pouvez retirer ce bandeau et améliorer la mise en forme d'un autre article.
Patrick Ramaël est un magistrat honoraire français qui, après avoir été juge d'instruction, notamment à Paris (2003-2013), a terminé sa carrière de magistrat comme président de la cour d'assises d'Aix-en-Provence. Il est depuis janvier 2022, avocat au Barreau de Paris.
Il est auditeur de la 58ème promotion de l'Institut des Hautes Etudes de la Défense Nationale.

## Le magistrat

### Carrière
Né en 1957, titulaire d'une maîtrise en droit, il devient auditeur de justice en 1980.
Il est nommé juge d'instruction au tribunal de grande instance d'Avesnes-sur-Helpe en juillet 1982 puis juge d'instruction à Bordeaux en 1985.
ll est ensuite nommé substitut du procureur de la République de Bordeaux puis devient procureur de la République de Cambrai en avril 1991, puis substitut du procureur de la République de Paris en 1994.
Le 1er juillet 1995, il est détaché auprès du ministère des affaires étrangères pour occuper la fonction d'administrateur à la Commission européenne, à l'Unité de coordination de la lutte anti-fraude (UCLAF) à Bruxelles.
Il est nommé vice-président (chargé de l'instruction) au tribunal de grande instance de Versailles en 1999, puis vice-président du tribunal de grande instance de Lille en 2001, avant de devenir vice-président (chargé de l'instruction) au tribunal de grande instance de Paris à compter du 8 juillet 2003. Il a témoigné de son expérience dans "Hors Procédure"" paru chez Calmann-Levy en 2015 et en livre de poche chez Enrick B,,.
Magistrat réputé pour son indépendance et sa ténacité, il revendique un devoir d'impertinence et estime que les juges ont besoin de courage,,.

### Enquêtes
Ce magistrat a réalisé deux « premières » dans l'histoire de la République française : en juillet 2008, il opère une perquisition à l'Élysée pour découvrir des documents de conseillers élyséens chargés des affaires africaines, dans le cadre de son enquête sur la disparition de Guy-André Kieffer.
Pour l'Affaire Ben Barka, il lance des mandats d'arrêt internationaux en 2007 et perquisitionne le siège de la DGSE à l'été 2010,,.

### Poursuites disciplinaires
Fin  juin 2010, il est visé par une enquête administrative confiée à l'inspection générale des services judiciaires. Il est blanchi de cette procédure disciplinaire. L'audience se retourne contre son accusateur le premier président Jacques Degrandi,.

### Cour d'assises
Il a terminé sa carrière comme président de la cour d'assises d'Aix-en-Provence en décembre 2021. Il a présidé de nombreux procès en matière de criminalité organisée,,,.

## L'avocat
Patrick Ramaël est principalement avocat de parties civiles.
En Belgique, il est l'avocat de quatre parties civiles dans l'affaire des tueurs du Brabant,,.
En France, il est l'avocat de victimes de généalogistes successoraux.

## Activité internationale
En 2015, il a participé à une enquête de la Fédération internationale des droits de l'Homme (FIDH) au Mali sur les crimes de guerre et les crimes contre l'Humanité commis en 2012-2013 à Tombouctou.
Il est consultant international pour l'Organisation des Nations Unies (PNUD, Guinée Conakry) sur les questions de réforme de la justice, de lutte contre la corruption et le blanchiment.
Par Ordonnance Souveraine du 22 Février 2024, il a été nommé membre du Conseil d'Administration de l'Autorité Monégasque de Sécurité Financière (AMSF), dont il a été élu président, organisme chargé de lutter contre le blanchiment d'argent à Monaco.

## Publications
Il a publié un ouvrage sur la procédure pénale et gère un site internet destiné aux enquêteurs.
Il a écrit des articles sur les nécessaires réformes de la procédure pénale,.
- « Blanchiment d'argent et crime organisé, la dimension juridique[30] », Presses Universitaires de France, 1998
- «Le crime international et la justice» (avec Alberto Perduca), Éditions Flammarion, Collection "Dominos", 1998
- «Usagers de la route», Éditions CréaP, Décembre 2013